# 美國環境系統研究所公司
美國環境系統研究所公司（Environmental Systems Research Institute, Inc.），簡稱，為目前世界最大的地理資訊系統技術供应商，其總部設在美國加州雷德兰兹，其地理資訊系統軟體目前的全球市场佔有率最高，公司最知名產品如ArcGIS。该公司成立於1969年，最初注册身份为土地利用顧問公司。
该公司在全美各地都設有辦事處，在其他國家均設有分公司或者代理商。其目前在中國設有Esri中國信息技术有限公司，后被改制为内资易智瑞信息技术有限公司。香港及澳門地區的分銷則由Esri中國（香港）有限公司負責。台灣方面，以互動國際數位(股)公司為主要代理商（前身為仲琦科技的子部門）。該公司在美國被認為是继微軟、甲骨文公司與IBM之後，美國聯邦政府最大的軟體供應商之一。

## ArcGIS
該公司通常使用ArcGIS一詞來代表它開發的GIS商用套裝軟體，它另外也含開發套件與網絡服務。目前該軟體的最新版本是10.8.1。

### ArcGIS Online
ArcGIS Online是一个面向全球用户的公有雲GIS平台，是一种全新的GIS软件应用模式。ArcGIS Online包含了全球范围内的底图、地图数据、应用程序，以及可配置的应用模板和开发人员使用的 GIS 工具和 API，可用于创建 Web 地图、发布GIS服务、共享地图、数据和应用程序等，以及管理组织的内容和多个用户。

## 出版刊物
該公司定期出版地理資訊系統技術的刊物，並發行免費電子報（同時也有印刷出版）ArcNews、ArcUser和ArcWatch。

## 外部連結
- Esri公司
- http://www.gis.com/ （页面存档备份，存于） ，以Esri公司的角度來介紹GIS。